# Paulita Pappel
Paulita Pappel (Madrid, España; 13 de diciembre de 1987) es una cineasta, guionista y coordinadora de intimidad española afincada en Berlín, Alemania. Es la fundadora de Lustery, un sitio web de pornografía amateur, y de HARDWERK, una productora independiente con sede en Alemania. Asimismo, es curadora del Pornfilmfestival de Berlín.

## Biografía

### Primeros años y educación
Paulita Pappel nació en 1987 en Madrid, España. Fue criada como feminista y le fascinó la pornografía desde una edad muy temprana. En 2005, Paulita terminó sus estudios y se trasladó a Alemania porque en España se sentía limitada por la idiosincrasia fascista católica. Paulita asistió a la Universidad Libre de Berlín, donde estudió literatura comparada y obtuvo su licenciatura en 2013.

### Carrera
Durante su estancia en la Universidad Libre de Berlín, Paulita descubrió el feminismo queer prosexo y se involucró en la comunidad feminista queer de Berlín. Sus convicciones políticas la llevaron a desafiar los tabúes y estigmas sociales relativos a la sexualidad y comenzó a actuar en películas porno feministas queer como un acto de activismo. Paulita trabajó en varias producciones feministas queer como Share (2010) de Marit Östberg y Mommy Is Coming (2012) de Cheryl Dunye. También apareció en varias películas de la serie XConfessions, fundada por Erika Lust.
A partir de 2015, Paulita comenzó a trabajar como productora y directora de múltiples producciones. También participa en la comunidad de porno feminista queer de Berlín y se la considera un icono de la cultura del porno alternativo. Ella aboga por una cultura sexual positiva y de consentimiento. Paulita también coorganiza y gestiona el Pornfilmfestival de Berlín. En 2016, Paulita fundó Lustery.com, una plataforma dedicada a la vida sexual de parejas reales de todo el mundo que filman su vida sexual y la comparten con la comunidad. En 2020, Paulita fundó HARDWERK, una productora, así como hardwerk.com, una plataforma de películas feministas prosexo centrada en los gangbangs.

## Filmografía

### Actriz
- 2010:	Share	(Dir.: Marit Östberg)
- 2012:	Hasenhimmel	(Dir.: Oliver Rihs)
- 2012:	Mommy Is Coming	(Dir.: Cheryl Dunye)
- 2013:	Space Labia	(Dir.: Lo-Fi Cherry)
- 2014:	XConfessions Vol. 3	(Dir.: Erika Lust)
- 2014:	Magic Rosebud	(Dir.: Roberta Pinson/Lavian Rose)
- 2014:	Performance	(Dir.: Hanna Bergfors/Kornelia Kugler)
- 2015:	When we are together we can be everywhere	(Dir.: Marit Östberg)
- 2016:	XConfessions Vol. 6	(Dir.: Erika Lust)
- 2018:	XConfessions Vol. 12	(Dir.: Poppy Sanchez)
- 2019:	Instinct	(Dir.: Marit Östberg)
- 2019:	Eva Sola	(Dir.: Lara Rodriguez Cruz)
- 2019:	The Intern – A Summer of Lust	(Dir.: Erika Lust)

### Directora / Productora
- 2016:	Female Ejaculation
- 2016:	Birthday Surprise
- 2016:	The Tinder Sex Experiment
- 2016:	Lustery
- 2017:	Refugees Welcome
- 2017:	Meanwhile in a parallel universe
- 2017:	The Toilet Line
- 2018:	It Is Not The Pornographer Who Is Perverse..
- 2019:	Bride Gang
- 2019:	Gang Car Gang
- 2019:	Ask me Bang
- 2020:	Labyrinth Gang
- 2020:	Kill Gang
- 2020:	Hey Siro
- 2020:	Hirsute
- 2020:	Masquerade of Madness
- 2021:	Even Closer / Hautnah
- 2021:	Ask me Bang Delfine
- 2021:	Hologang
- 2022:  FFMM straight/queer doggy BJ ORAL organsm squirting ROYALE (gebührenfinanziert)